# Shanghai Masters 2011
Lo Shanghai Masters 2011 è stato un torneo di tennis giocato su campi in cemento. È stata la 3ª edizione dello Shanghai Masters, che fa parte della categoria ATP World Tour Masters 1000 nell'ambito dell'ATP World Tour 2011. Il torneo si è giocato al Qizhong Forest Sports City Arena di Shanghai, in Cina, dall'8 al 16 ottobre 2011.

## Partecipanti

### Teste di serie
| Nazionalità | Giocatore            | Ranking | Testa di serie* |
| ----------- | -------------------- | ------- | --------------- |
| Spagna      | Rafael Nadal         | 2       | 1               |
| Regno Unito | Andy Murray          | 4       | 2               |
| Spagna      | David Ferrer         | 5       | 3               |
| Francia     | Jo-Wilfried Tsonga   | 7       | 4               |
| Stati Uniti | Mardy Fish           | 9       | 5               |
| Rep. Ceca   | Tomáš Berdych        | 10      | 6               |
| Spagna      | Nicolás Almagro      | 11      | 7               |
| Francia     | Gilles Simon         | 12      | 8               |
| Serbia      | Janko Tipsarević     | 17      | 9               |
| Stati Uniti | Andy Roddick         | 14      | 10              |
| Serbia      | Viktor Troicki       | 15      | 11              |
| Ucraina     | Aleksandr Dolhopolov | 19      | 12              |
| Svizzera    | Stan Wawrinka        | 20      | 13              |
| Austria     | Jürgen Melzer        | 21      | 14              |
| Germania    | Florian Mayer        | 22      | 15              |
| Spagna      | Fernando Verdasco    | 23      | 16              |

* Le teste di serie sono basate sul ranking al 3 ottobre 2011.

### Altri partecipanti
I seguenti giocatori hanno ricevuto una wildcard per il tabellone principale:
- Gong Maoxin
- Li Zhe
- David Nalbandian
- Zhang Ze

I seguenti giocatori sono passati dalle qualificazioni: 

- Stéphane Bohli
- Matthew Ebden
- Ryan Harrison
- Marsel İlhan
- Lu Yen-hsun
- Albert Ramos Viñolas
- Donald Young

## Punti e montepremi
Il montepremi complessivo ammonta a 3 240 000 $. 
| Torneo    | Torneo          | V         | F         | SF        | QF       | 3T       | 2T       | 1T       | Q  | Q2     | Q1     |
| Singolare | Punti           | 1000      | 600       | 360       | 180      | 90       | 45       | 10       | 25 | 14     | 0      |
| Singolare | Premi in denaro | 620 000 $ | 304 000 $ | 153 000 $ | 77 800 $ | 40 400 $ | 21 300 $ | 11 500 $ | –  | 2650 $ | 1350 $ |
| Doppio    | Punti           | 1000      | 600       | 360       | 180      | 0        | –        | –        | –  | –      | –      |
| Doppio    | Premi in denaro | 192 000 $ | 94 000 $  | 47 150 $  | 24 200 $ | 12 510 $ | 6600 $   | –        | –  | –      | –      |

## Campioni

### Singolare
Andy Murray ha sconfitto in finale  David Ferrer per 7-5, 6-4.
- È il ventunesimo titolo in carriera per Murray, il quinto del 2011.

### Doppio
Maks Mirny /  Daniel Nestor hanno sconfitto in finale  Michaël Llodra /  Nenad Zimonjić per 3-6, 6-1, [12-10].